# Барятино (Тарусский район)
Барятино (Борятино, Борятинское, ранее — Ильинское) — село в Тарусском районе Калужской области, в 22 км к западу от Тарусы.

## История

### Владельцы
- С XVI—XVII века числится (по мнению Г. В. Голутвы) за родом князей Барятинских, по фамилии которых получило, вероятно, прозвание[3].
- Затем усадьба являлась вотчиной князей Голицыных.
- В 1697 году имение было продано воспитателю Петра I князю Борису Алексеевичу Голицыну (1654—1714)
- Н. В. Голицын. От него в 1835 году имение перешло внучатому племяннику - [4]Д. С. Горчакову, воспреемником которого он был.
- Горчаков, Дмитрий Сергеевич (1828— 26 апреля 1907) — внук писателя Д. П. Горчакова, павлоградский гусар, флигель-адъютант Александра II, участник Крымской войны и обороны Севастополя. С женой Верой Ивановной (ур. Бек, дочерью М. А. Столыпиной и падчерицей П. П. Вяземского) (1841—1912) уехали из столиц и обосновались в своем имении, вложив множество сил в создании архитектурного ансамбля и коллекции живописи. Последние годы жизни супруги, из-за слабого здоровья княгини, провели в Италии.
- Горчаков, Сергей Дмитриевич (27 апреля 1861— 3 июня 1927)[5][6].  С 1909 по 1915 гг. — калужский губернатор. В 1918 году Горчаков, работавший в редакции московского журнала, был арестован, сослан в Тобольскую губернию, где умер. В сентябре 1918 года его жена Анна Евграфовна, ур. Комаровская  была арестована, и 22 декабря 1918 расстреляна «при попытке к бегству»[7].

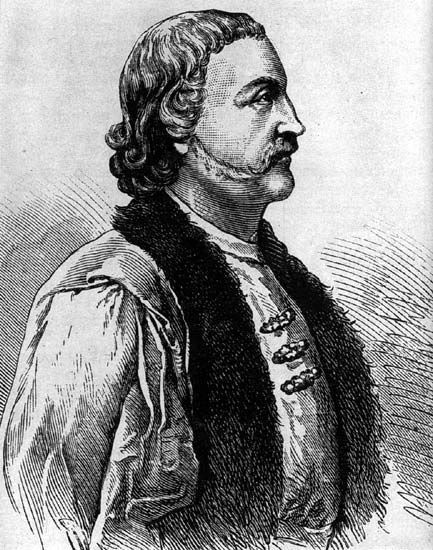
Голицын, Борис Алексеевич
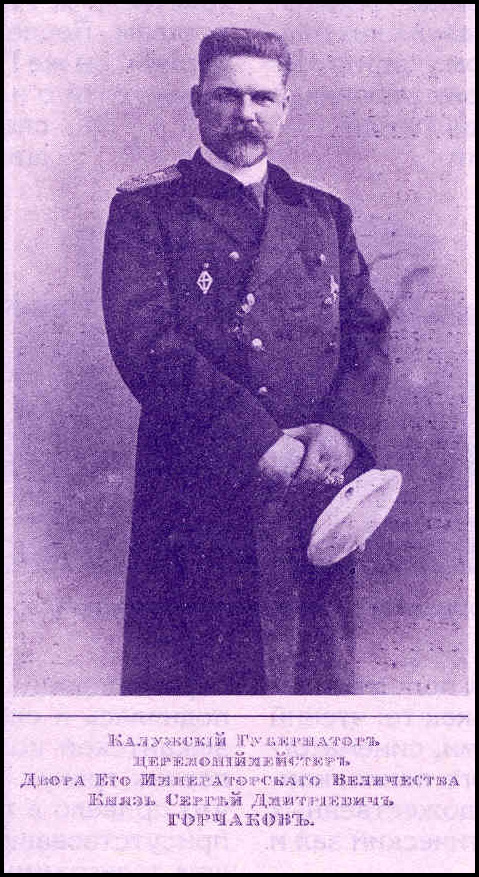
Горчаков, Сергей Дмитриевич

#### Коллекция
Поселившись в имении Дмитрий Горчаков сделал его райским местом. «Давая простор своим художественным наклонностям… он стал собирать картины, гравюры, предметы искусства, и Борятино превратилось в культурный уголок». «Художественные взгляды Горчакова определили не только подбор коллекций произведений искусства, но и ту образную символику, которая закладывалась в основу нового этапа строительства усадебного ансамбля (70 — е гг. XIX в.). Из пестрой палитры исторических стилей для главного дома был выбран „русский стиль“. Учитывая это, сам дом можно рассматривать как своего рода вещественное воплощение взглядов Дмитрия Сергеевича».
«В барятинской библиотеке было собрано около шести тысяч томов, в том числе редкие рукописи и книги XVI—XIX веков. Основные приобретения были сделаны Д. С. Горчаковым в 1860—1880-е годы во время его путешествий в Швейцарию, Францию, Италию и Германию. (…) К концу 1870-х годов в Барятине уже имелись каталоги гравюр и книжного собрания.».
После революции были предприняты меры по её сохранению от «разгрома имущества». В докладе заведующего подотделом по делам музеев и охране памятников старины и художественных ценностей при Губернском отделе народного образования В. Н. Левандовского в январе 1919 года говорилось: «Все эти ценности, большая часть которых выражается в картинах, рисунках и гравюрах русских и иностранных мастеров, фарфоре, хрустале, бронзе, драгоценной стильной мебели немецкой работы XVIII века, снесены в две библиотечные комнаты дворца и опечатаны там в присутствии эмиссаров московского отдела по охране памятников старины и других лиц. Кроме того, в имении имеется большая библиотека как русской, так и иностранной литературы… почти исключительно об искусстве. Библиотека эта, сложенная в сорока больших ящиках, лежащих в каретном сарае, находится в большом беспорядке — книги вынуты из ящиков и разбросаны по всему сараю, дорогие переплеты книг от сырости покоробились и приведены в негодность. Своей ближайшей задачей подотдел считает как можно скорее вывезти эту библиотеку в Калугу, чтобы спасти её от дальнейшей и неминуемой порчи».
«В 1919 году наиболее значимая часть собрания была вывезена в хранилища Государственного музейного фонда, откуда художественные ценности разошлись по различным собраниям… К настоящему времени удалось выявить более 3700 предметов из барятинского собрания Горчаковых». В коллекцию входили работы таких мастеров, как Рубенс, Антуан Ватто, Бушардон, Юбер Робер, Прюдон, Теодор Жерико. «Было вывезено 29 единиц живописных полотен, акварельных и пастельных портретов, 8 миниатюр, 9 гравюр, бронзовые предметы изделия из дерева, стекла и фарфора — всего 152 предмета, не считая старинных книг и альбомов. Значительное количество предметов искусства из усадьбы Барятино было вывезено в Калугу и в Тарусу. В 1925 году состоялась продажа остатков имущества Горчаковых. В списке значились предметы домашнего обихода, мебель, карета XVIII века и шесть картин».  Предметы коллекции находятся Эрмитаже, Государственном Историческом музее, ГМИИ им.Пушкина, Государственной Третьяковской галерее, а также художественных музеях Вятки, Саратова и Твери. Часть книг усадебного собрания Горчакова хранятся в Государственной Исторической библиотеке.
Вместе с собранием Н. И. Васильева часть коллекции Горчакова стали основой Калужского художественного музея.

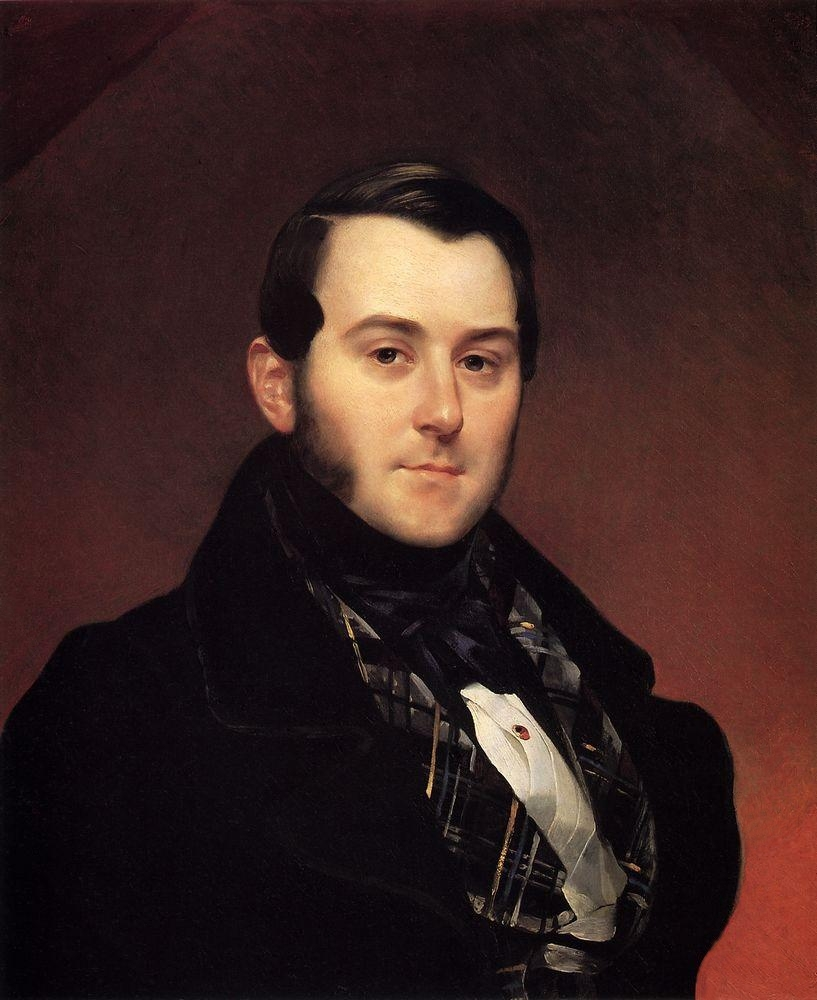
«Портрет Ивана Александровича Бека» (отца княгини Веры), Карл Брюллов, ныне Радищевский музей
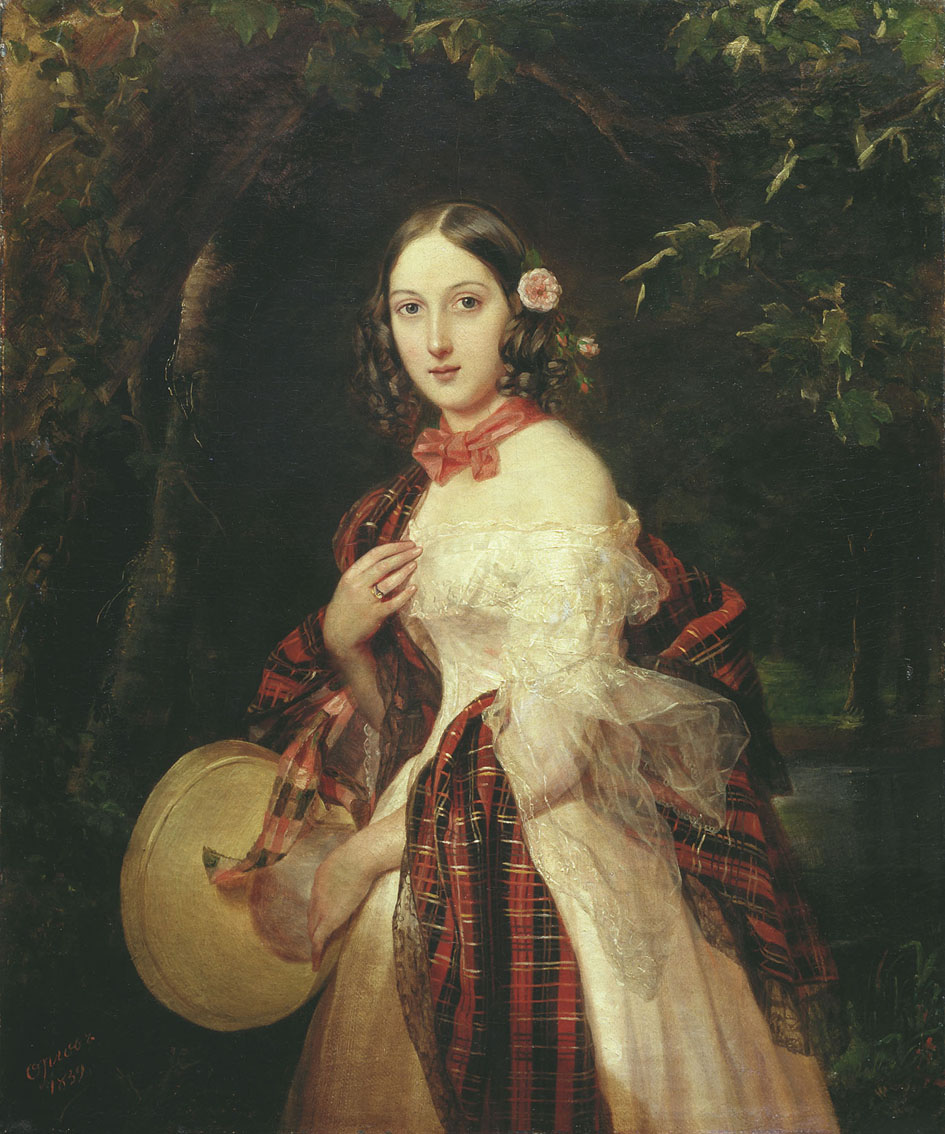
«Портрет Марии Аркадьевны Бек» (матери княгини Веры), Пимен Орлов, ныне в ГТГ
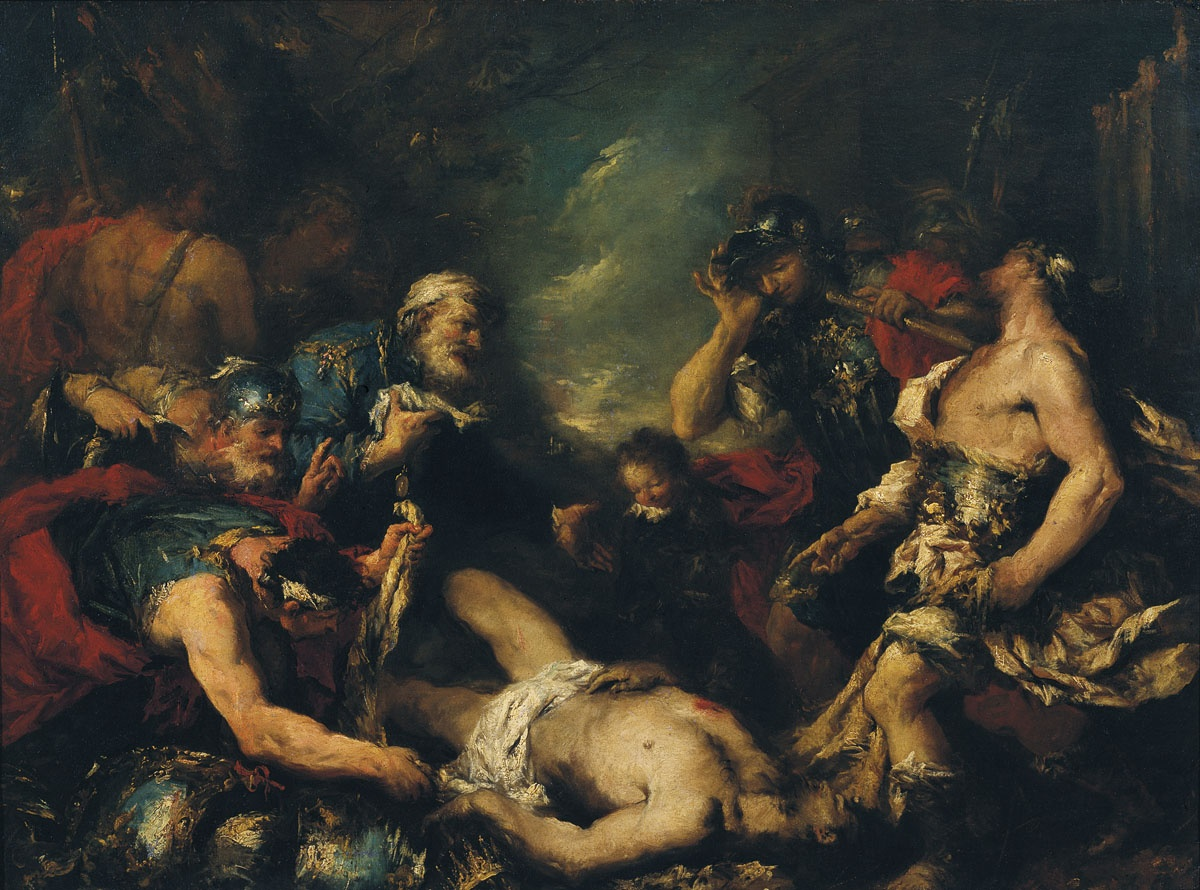
«Александр Македонский у тела царя Дария» Джанантонио Гварди, ныне в ГМИИ

### XX век
После революции и ареста последних владельцев имения оно пришло в упадок. В 1937 году была разорена церковь (см. ниже).
В 2004 году сообщалось: «в бывших конюшнях князей Горчаковых в селе Барятино Тарусского района готовят орловских рысаков для столичных ипподромов. (…) Сейчас в конюшнях предприятия 32 орловца от лучших производителей породы».
Лауреатом национальной премии «Культурное наследие» за 2007—2008 годы в номинации «Подвижник» стал тарусский краевед Геннадий Галутва. Он был отмечен за восстановление Воскресенской церкви в селе Роще Тарусского района, и изучение и популяризацию усадеб Барятино и Роща Калужской области. Ему удалось отыскать потомков владельцев усадеб Роща и Барятино князей Горчаковых и привлечь их к восстановлению церкви.
| 2002 | 2010 |
| ---- | ---- |
| 471  | ↘399 |

## Здания

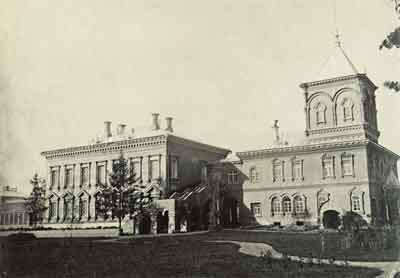
Господский дом в 1870-80-х. Видна несохранившаяся башня

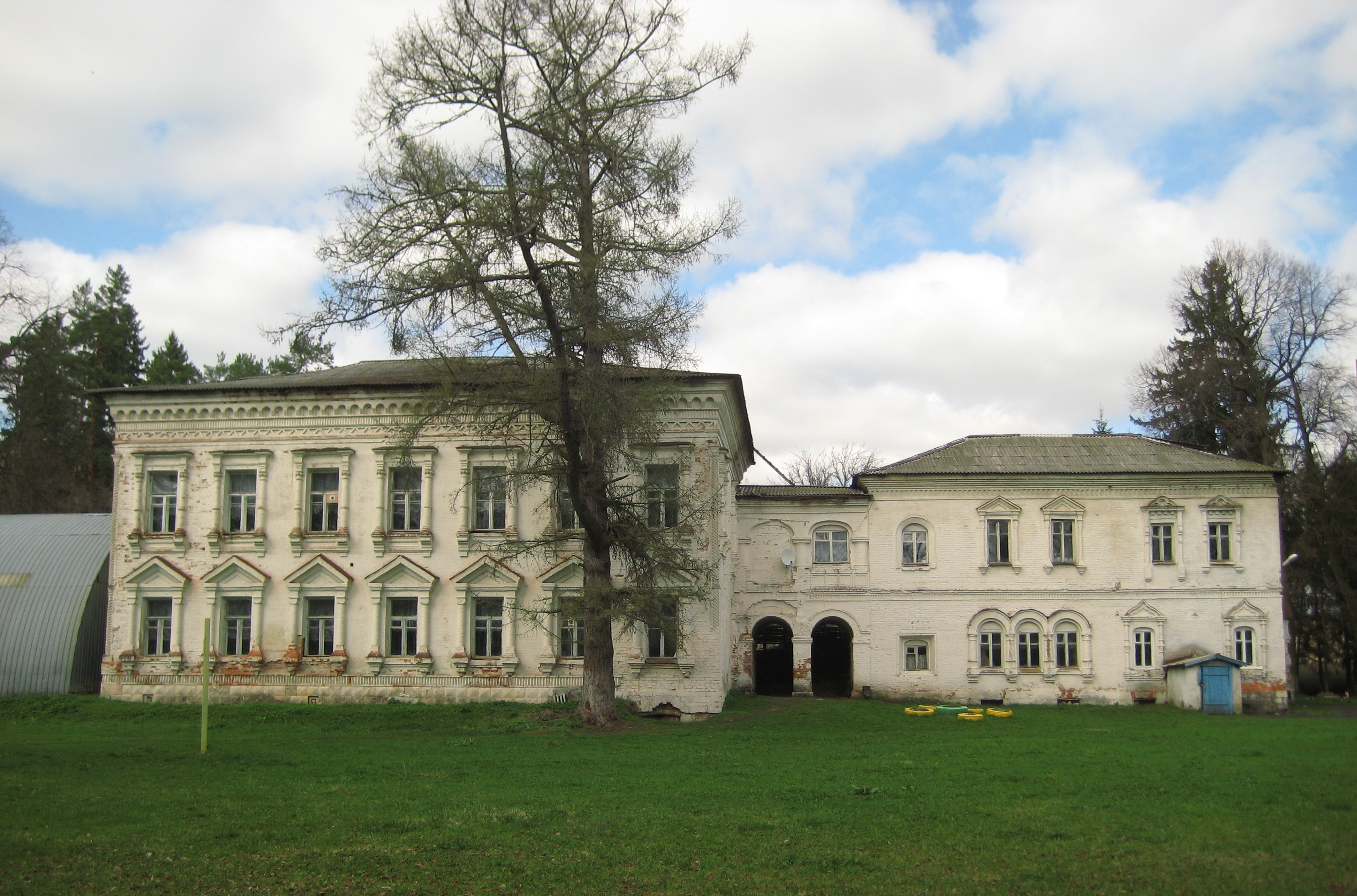
Господский дом, ныне школа

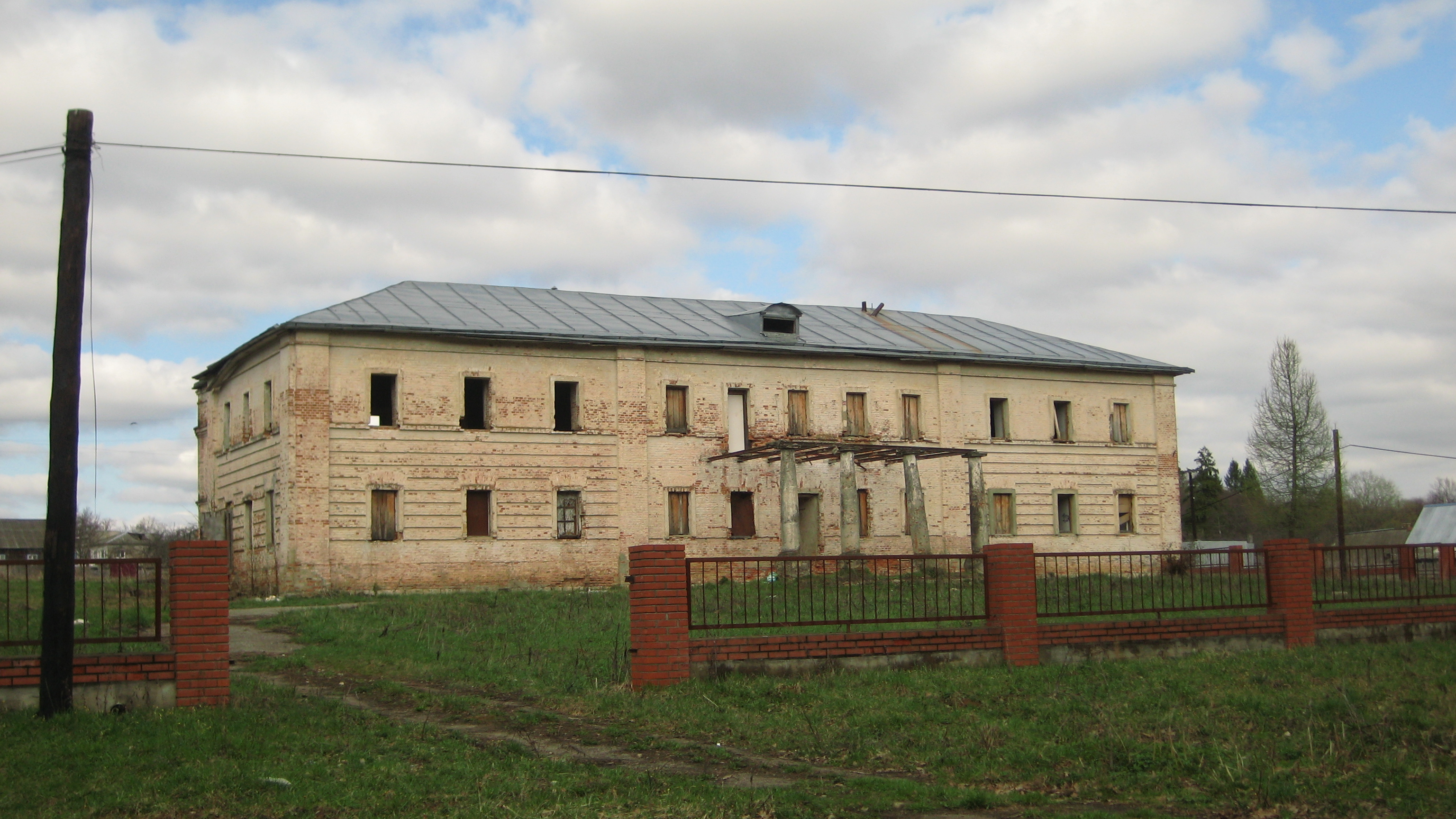
Дом управляющего

Ансамбль имения сформировался при Горчакове, начиная с середины XIX века. Ему досталось большое имение — конный завод, службы, кузница, скотный двор. Имение было перестроено Горчаковым в «русском стиле». «В конце 1860-х годов начинаются работы по реконструкции старого усадебного дома. В 1870-х годах заканчивается формирование усадебного ансамбля; главного дома („дворца“), стилизованного под палаты XVIII века, дома управляющего, хозяйственного комплекса, парка с каскадом прудов, Успенской церкви».
Парадная зона усадьбы включала каменный господский дом с регулярным парком. К церкви вела дубовая аллея.
- Усадебный дом сохранился, сейчас в нём средняя школа. Дом был построен по примеру «хоромных» древнерусских домов. Он состоит из 2-х корпусов, соединённых галереей. По образцу зданий XVII века созданы наличники нескольких типов, крыльцо с кувшинообразными стопами, железный прорезной узор и разнообразные карнизы. Здание в южной части было увенчано 2-ярусной башней, верхний ярус которой («башенка») не сохранился.
- Дом управляющего (начало XIX) большого размера с балконом и колоннадой в стиле классицизма. Выкуплен частными лицами[3]. На состояние 2011 года остаётся неремонтированным.
- Церковь и сторожка при ней (см. ниже)
- Амбар
- Конный и скотный дворы, каретная
- Кузница
- Сохранился парк (10 000 га), в котором когда-то был пруд с островом[8]. Для создания парка были использованы редкие породы деревьев и кустарников (некоторые сохранились — ель, тополь с пирамидальной кроной, липа, сибирская сосна, Веймутова сосна, клён татарский, пихта.). Парк спускался вниз террасами, во многих местах сохранилась кладка стен, поддерживающих разноуровневые пласты земли. «Регулярную часть дополняли „зеленый кабинет“, с периметральной липовой обсадкой и аллеи, сбегавшие от дома к р. Горожанке, обмелевшей и зарастающей ивняком. Истинным украшением ландшафта остаются старые деревья экзотических пород, достигающие в высоту более 30 м». При составлении паспорта усадьбы архитектор И. Ю. Яров писал в 1989 году: «Выдающийся памятник садово-паркового искусства. Один из лучших усадебных парков не только Калужского края, но и России. Редкий пример тонкого сочетания приёмов конца XVIII и середины XIX веков. Имеет большое научное, художественное, познавательное значение. Обладает богатым рекреационным потенциалом». Парк с 1991 года входит в список «Особо охраняемые природные территории Российской Федерации»[15].
- Пруд: сохранились острова на спущенном пруде и дамба бывшего пруда.

### Церковь

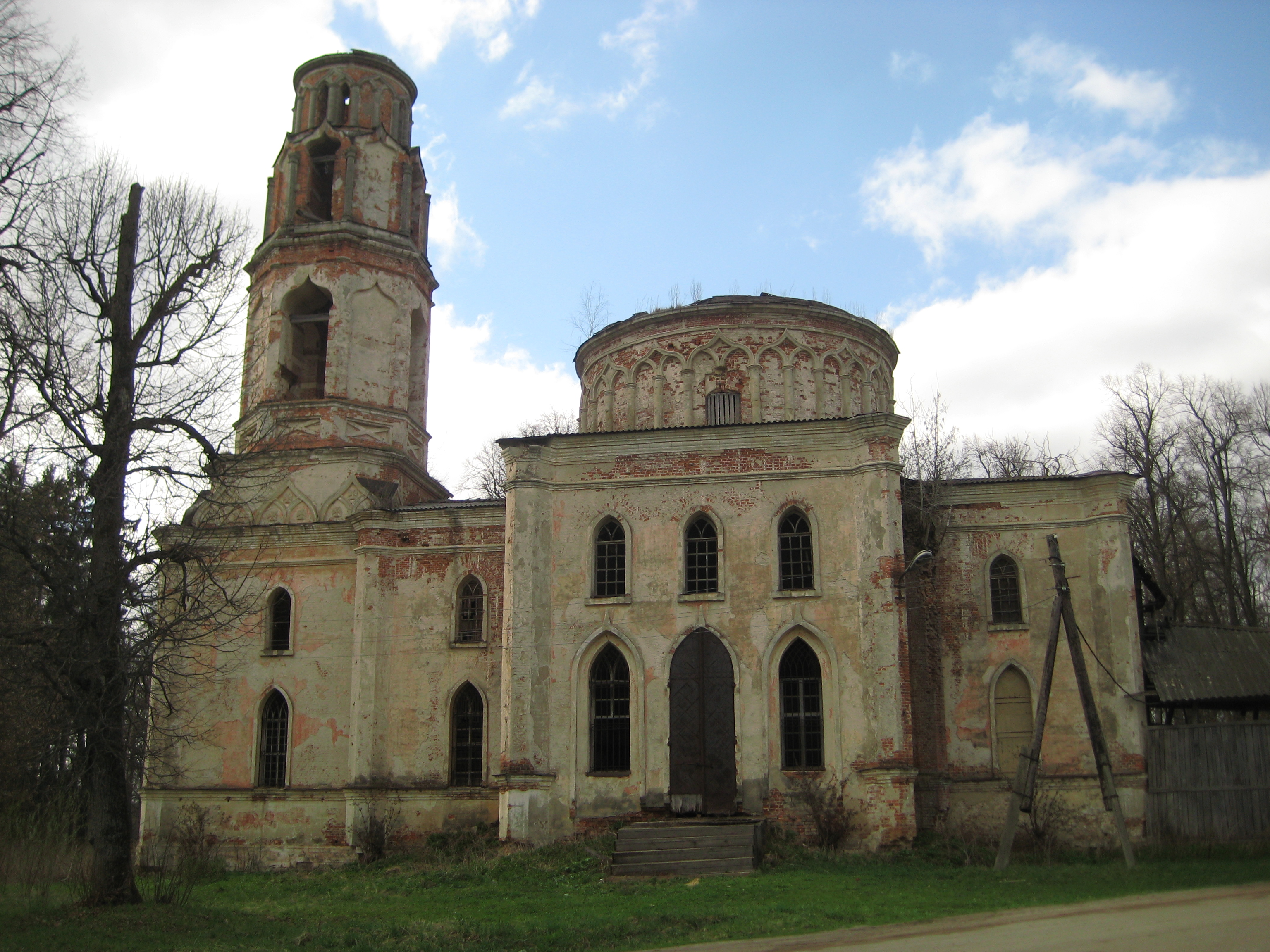

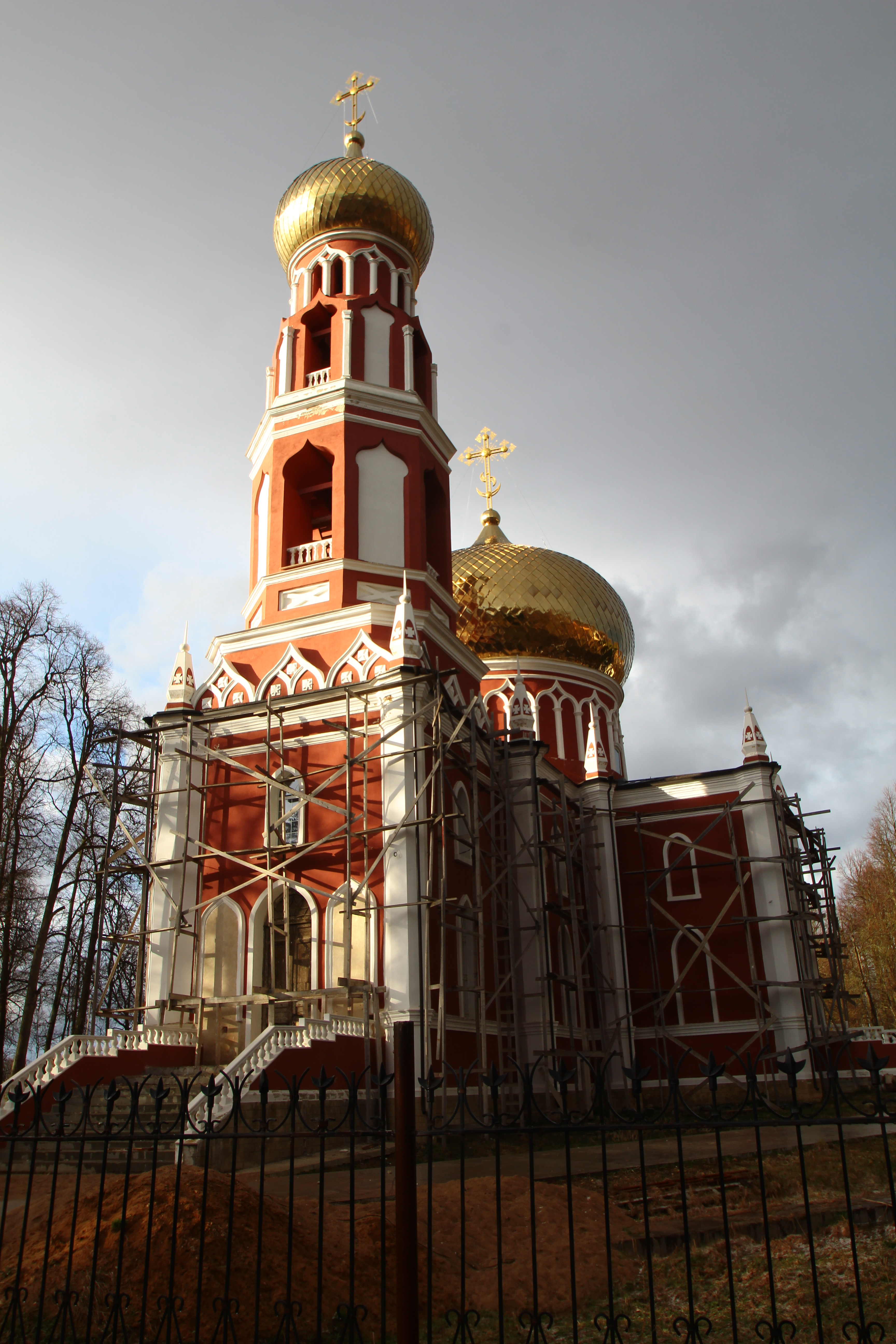
Вид на колокольню в 2017 году

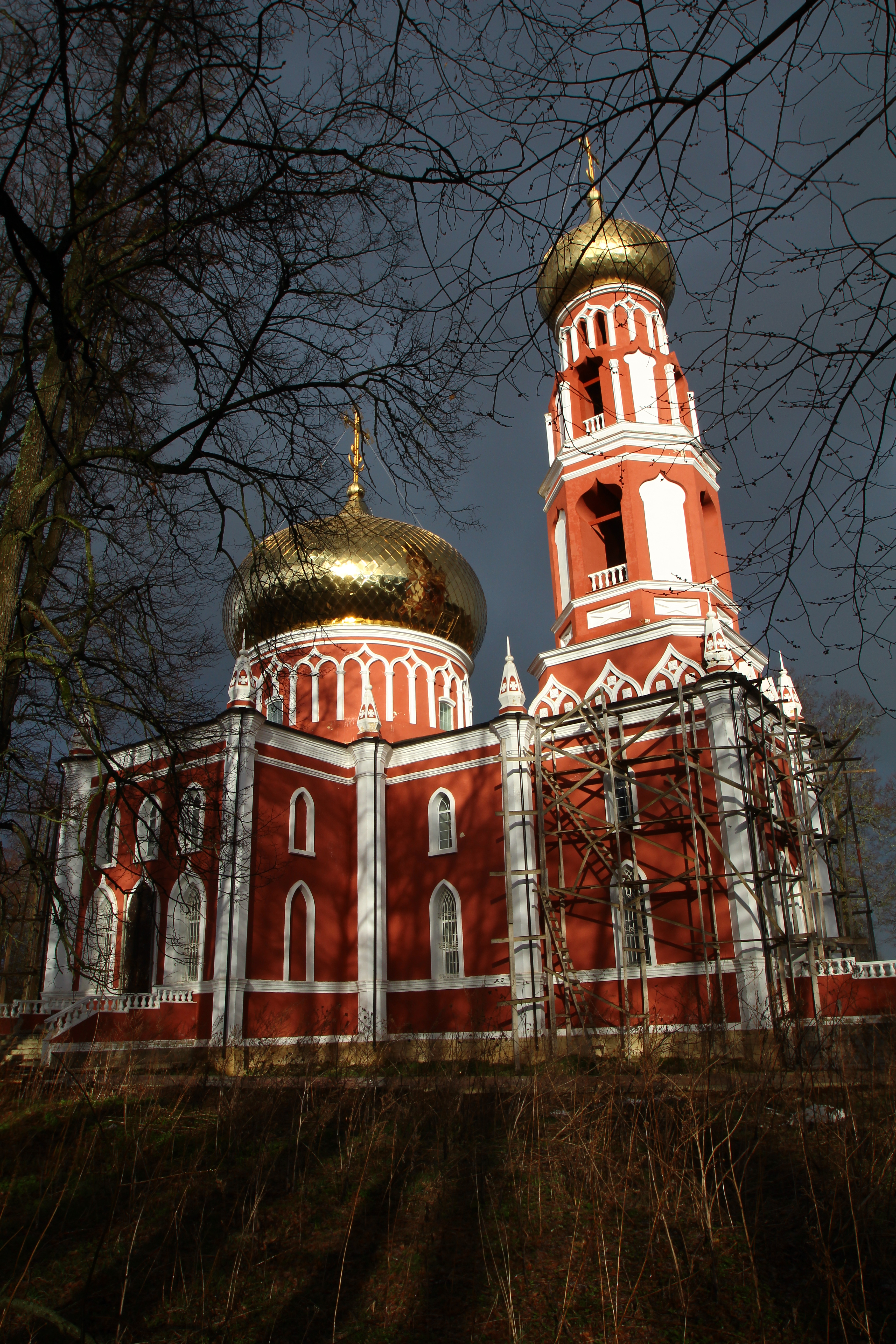
Вид на церковь в 2017 году

Храм в честь Успения Пресвятой Богородицы в селе Барятино был построен Горчаковым в 1850 году, прежде на этом месте стояла деревянная, построенная в 1765 г.
Построенная в псевдоготическом духе, она стала первой постройкой нового владельца. Композиционная основа церкви восходит к обычному типу бесстолпного храма с купольной ротондой и 4 пределами по каждой из сторон, апсидой и притвором. В плане она представляет собой равноконечный крест. С запада примыкает 3-ярусная колокольня. «На его фасадах элементы псевдоготики немногочисленны и просты: стрельчатые окна, аркатурный фриз ротонды и угловые граненые пилоны-контрфорсы».
Ранее при церкви стояли 2 каменные сторожки с каменной оградой (1 сторожка сохранилась), а также приходская земская школа. В церкви служили священник и псаломщик. К приходу принадлежали деревни Латынино, Андреево, Михалково, Пименово и Устиновка. В 1866 году приход Успенского храма села Барятино насчитывал 750 душ мужского пола
После 1937 года храм был закрыт. Летом 1937 года церковь была закрыта, купол снят, начались работы по переоборудованию закрытой церкви.
Ныне церковь стоит обезглавленная. По информации на 2003 год в ней располагался склад, в 2011 году — пуста и заброшена.

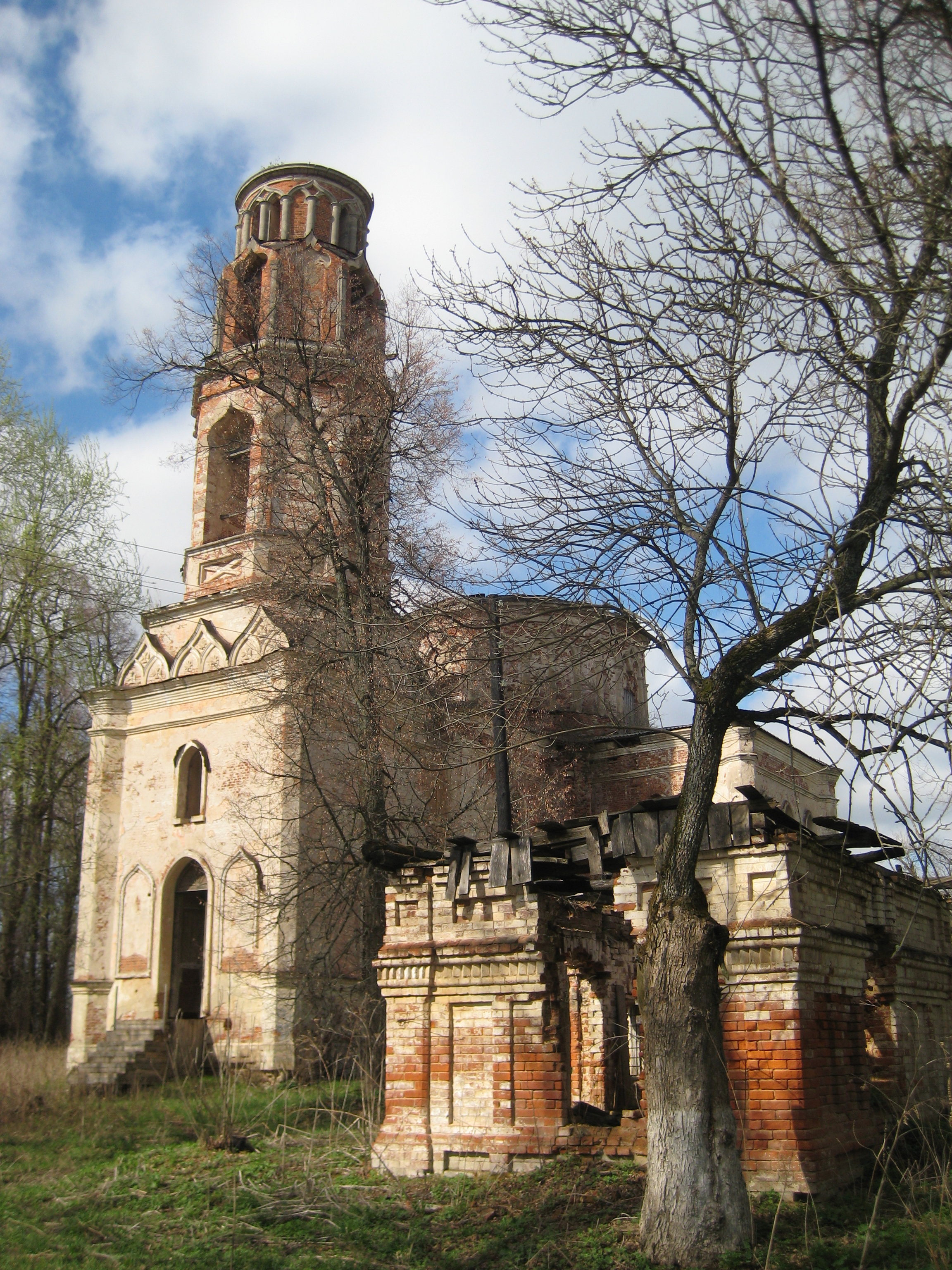
Вид на церковь и сторожку
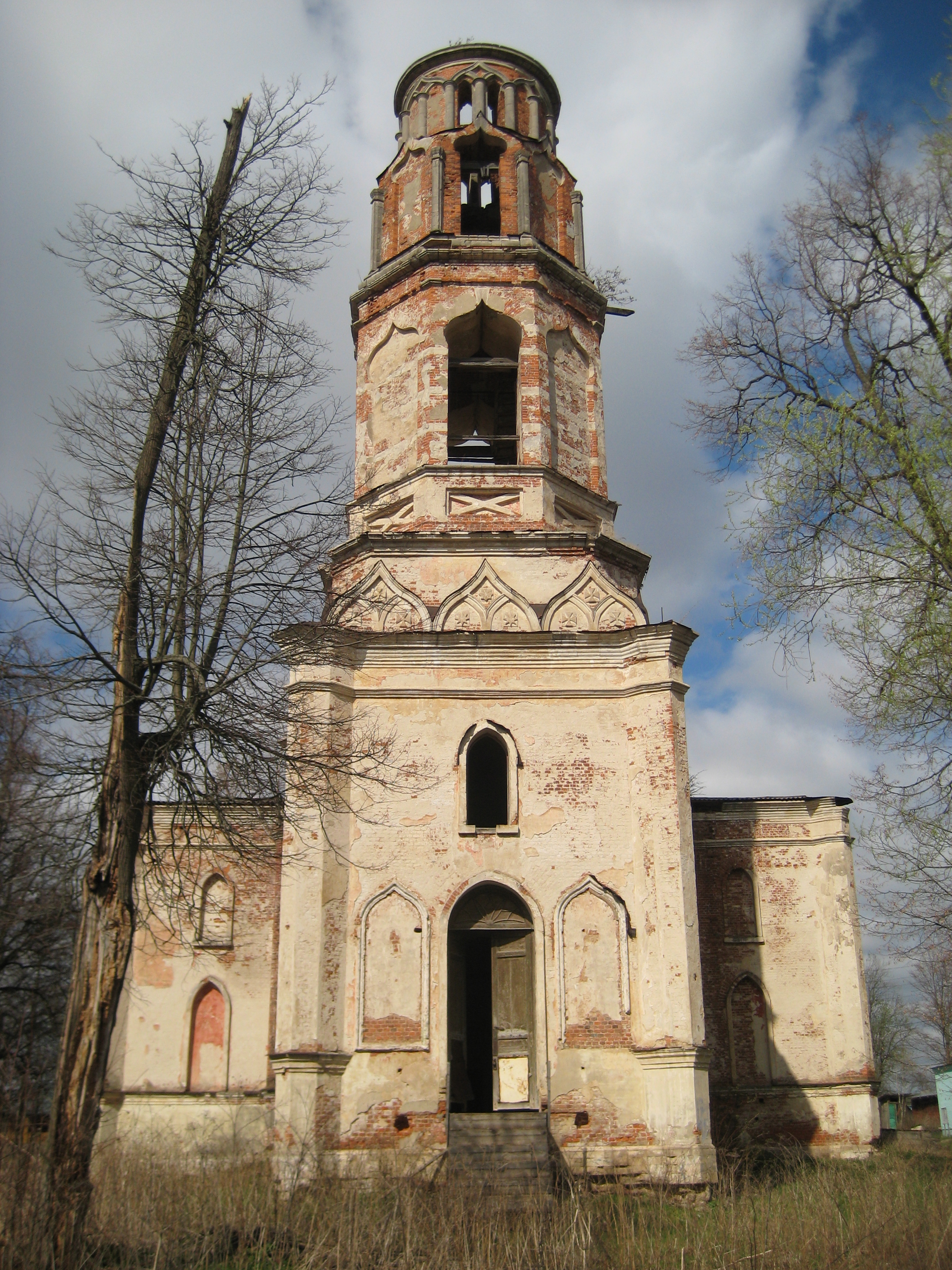
Колокольня
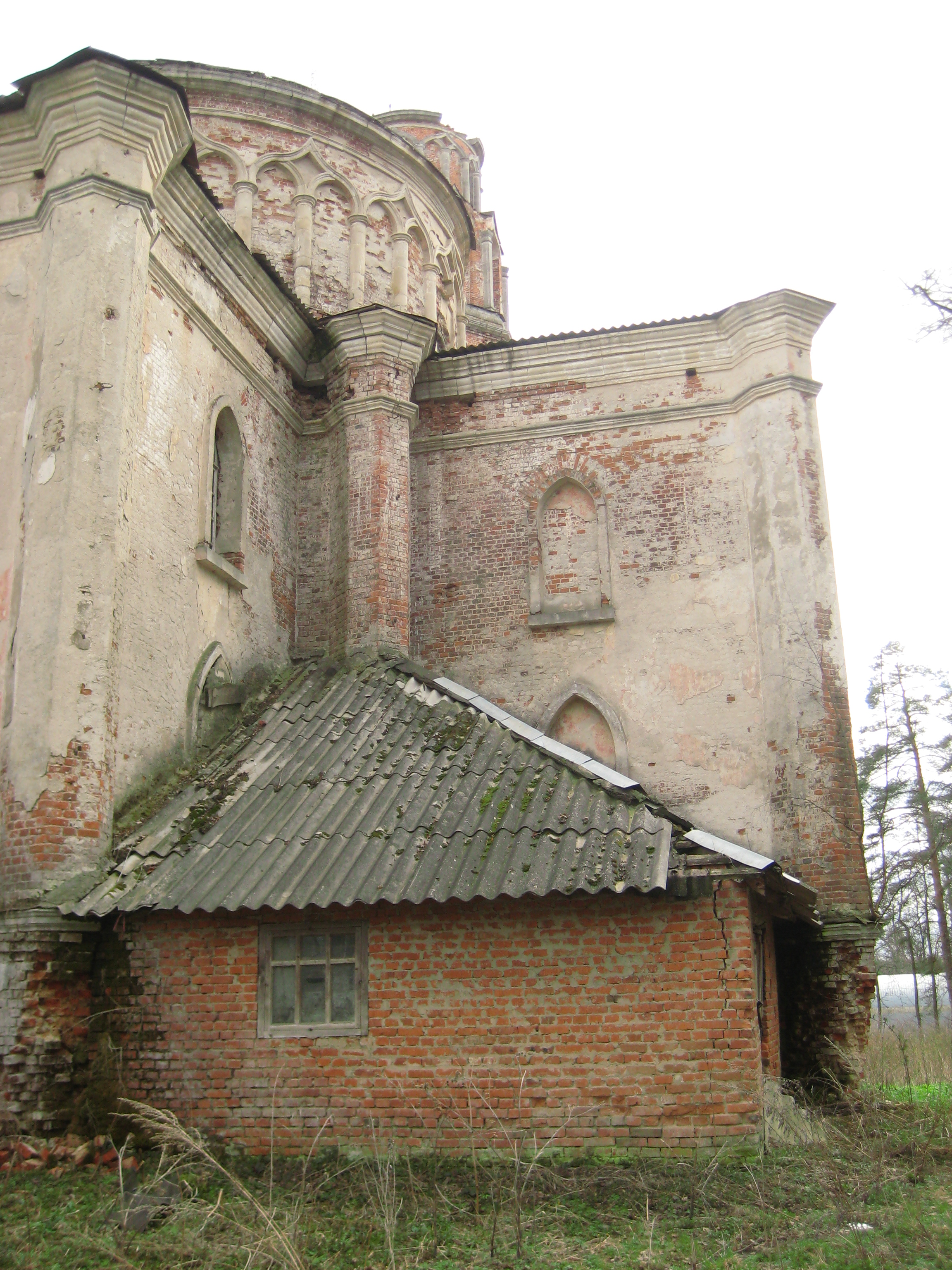
Пристройка к северо-восточному фасаду
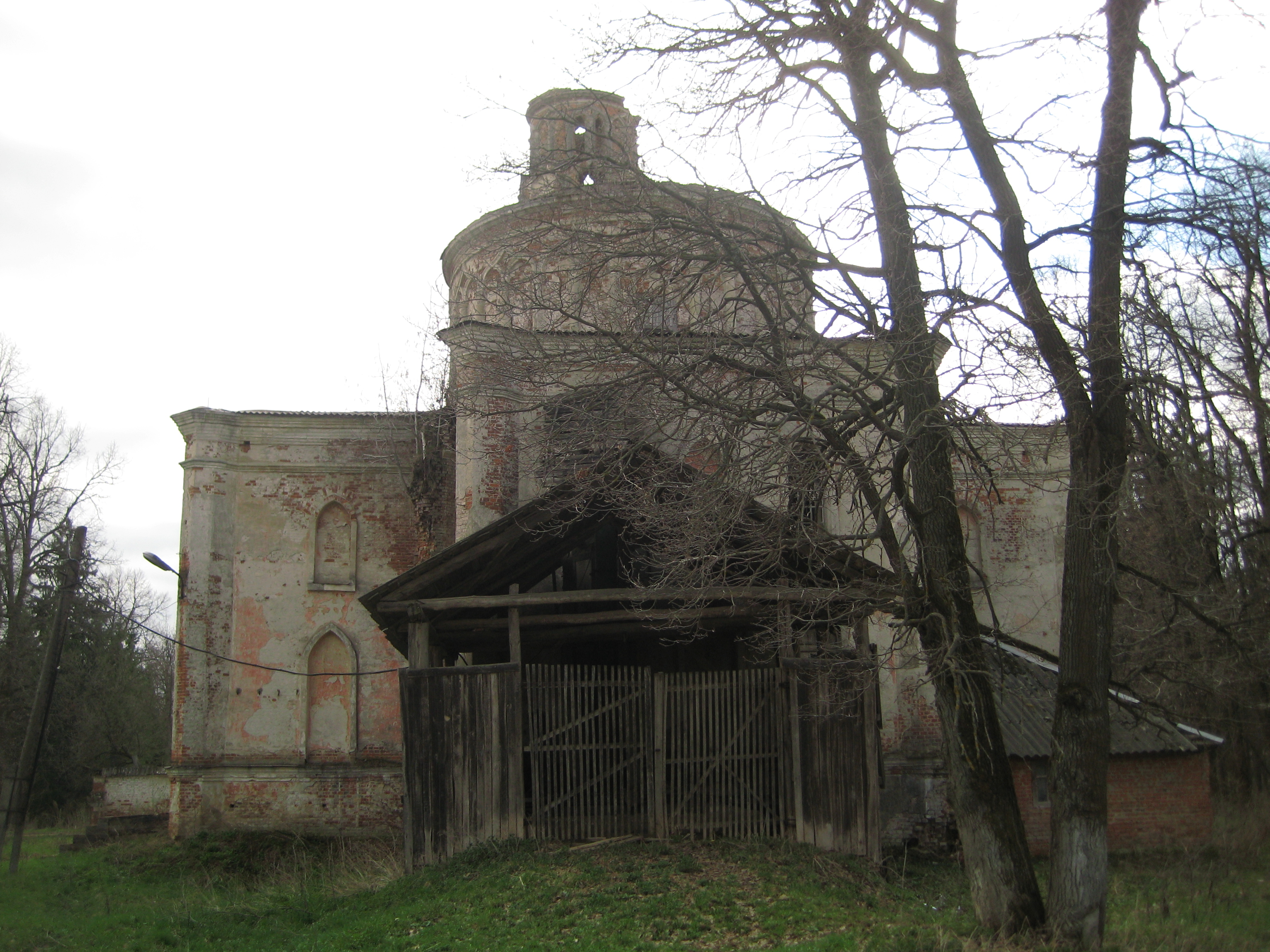
Пристройка к алтарю
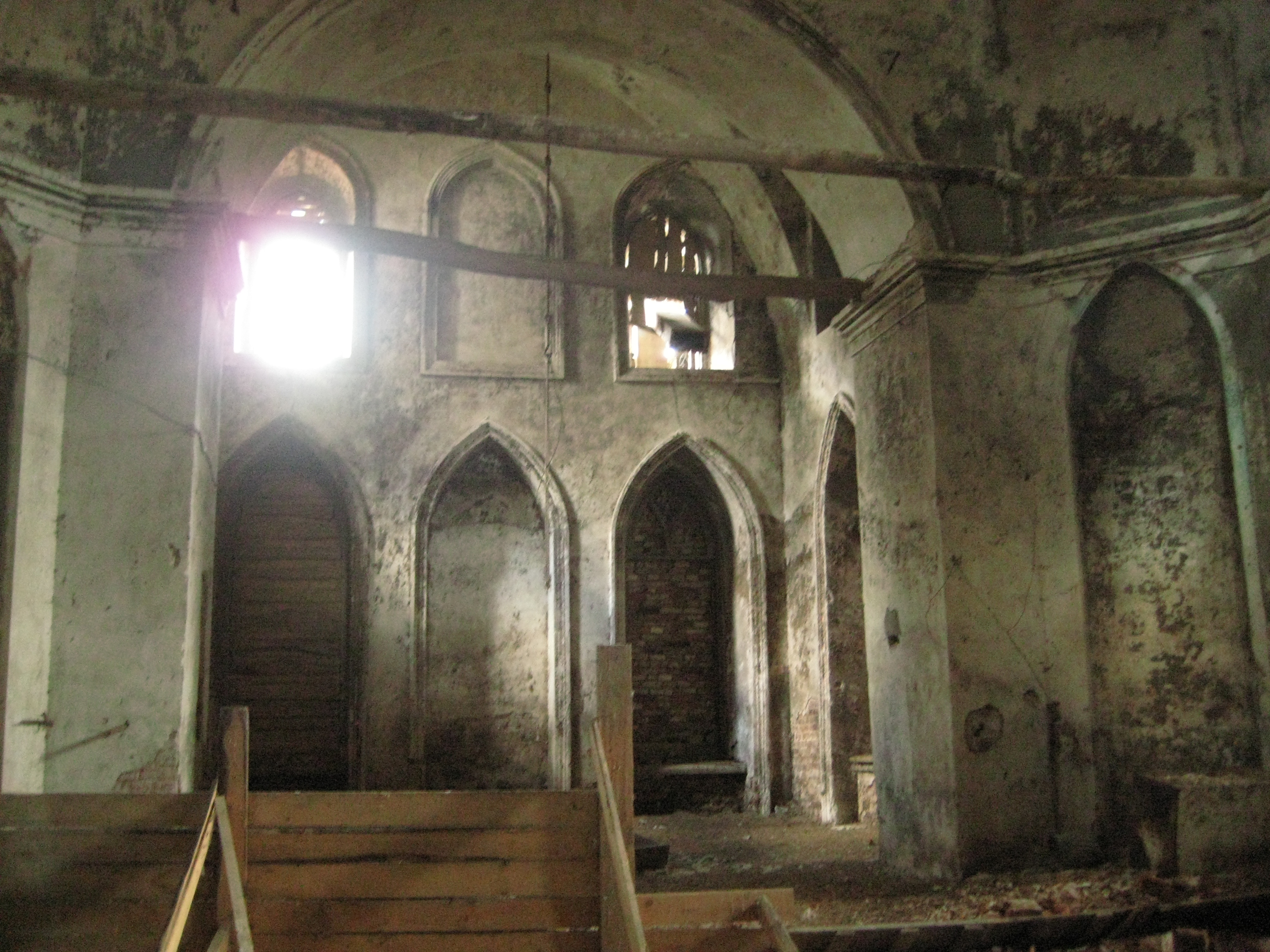
Алтарь

По состоянию на конец августа 2011 года:
Из помещения Храма волонтёрами из Православного Детского Лагеря вынесен мусор, местами подметены полы и видна кладка пола в алтарной части с орнаментом в византийском стиле. Восстановлен рабочий вход на хоры. Аккуратно подпилены гниющие двери боковых входов, проёмы забиты свежими досками. Все двери закрыты на свежие замки.
По состоянию на апрель 2015 года: церковь реставрируется, восстановлен и позолочен купол, работы продолжаются, леса ещё не убраны.
Летом 2015 года леса были убраны. Реставрация наружней части завершена. На январь 2016 года проводятся внутренние работы. Церковь пока что закрыта, но в дни православных праздников там проходят службы для местного населения.